# Eilema amurensis
Eilema amurensis är en fjärilsart som beskrevs av Otto Staudinger 1892. Eilema amurensis ingår i släktet Eilema och familjen björnspinnare. Inga underarter finns listade i Catalogue of Life.